# Manuel de Arias
Manuel de Arias Pérez de los Ríos, (Arica, ? – Lima, 22 de febrero de 1825) fue un clérigo, abogado y político peruano. Presidente del primer Congreso Constituyente del Perú en 1823. 

## Biografía
Hijo de Ramón de Arias y María Pérez de los Ríos y Tovar. Pasó al Cuzco, donde cursó estudios en el Real Colegio de San Bernardo y en la Universidad de San Antonio Abad. Se graduó de bachiller en Leyes y Cánones (1807) y se recibió como abogado ante la Real Audiencia del Cuzco. Debió también seguir la carrera religiosa, pues aparece como cura de Yunguyo y secretario del obispo Bartolomé María de las Heras en 1794, además de provisor y promotor fiscal de la diócesis cuzqueña. 
Las Heras, nombrado arzobispo de Lima en 1805, marchó  a su nueva sede llevándose a Arias, a quien hizo su secretario. También lo nombró párroco de Santa Ana (en Lima), en la que se mantuvo hasta 1822. 
El 23 de febrero de 1807 se incorporó como abogado ante la Real Audiencia de Lima. En la Universidad de San Marcos se graduó de doctor en Leyes y Cánones, y sucesivamente fue catedrático de Nona de Sagrada Teología, Vísperas de Sagrada Teología y Prima de Sagrada Escritura. 
Iniciada la lucha por la Independencia, brindó su ayuda a dicha causa. Su posición en el arzobispado le permitió apoyar efectivamente a los patriotas, informándoles sobre los movimientos de los realistas e incluso apoyándolos materialmente. Fue uno de los firmantes de la Acta de la Independencia del Perú, el 15 de julio de 1821 y en premio a sus servicios, fue asociado a la Orden del Sol, el 12 de diciembre del mismo año.
En 1822 fue elegido diputado por Lima y Cuzco ante el primer Congreso Constituyente de 1822. Junto con otros diputados, siguió al presidente José de la Riva Agüero en su viaje a la ciudad norteña de Trujillo. Estando allí, el 19 de julio de 1823, en Trujillo, Riva Agüero decretó la disolución del Congreso y estableció un senado, conocido como "Senado de Trujillo", compuesto por diez vocales elegidos entre los mismos diputados, uno por cada departamento: Nicolás de Araníbar (Arequipa), Hipólito Unanue (Tarma), José Pezet (Cusco), Francisco Salazar (Puno), José Rafael Miranda (Ayacucho), Justo Figuerola (Huancavelica), Manuel de Arias (Lima), Toribio Dávalos (La Costa), José de Larrea (Huaylas) y Martín de Ostolaza (Trujillo). Este senado celebró 27 sesiones del 18 de septiembre al 18 de noviembre de 1823. Los diputados contrarios fueron enviados al sur. Sin embargo, la ciudadanía no apoyó este acto de rebeldía de Riva Agüero y el Congreso se volvió a reunir en Lima. Arias se reincorporó al mismo y suscribió en agosto de 1823 la protesta contra los actos arbitrarios de Riva Agüero, a quien se despojó de su autoridad, nombrando como nuevo presidente a Torre Tagle. Arias fue nombrado vicepresidente del Congreso, sucediendo luego a Justo Figuerola como presidente del mismo, del 21 de septiembre a 20 de octubre de 1823.  Falleció en 1825.